# Mswati II.
Mswati II. (auch bekannt unter den Namen Mswazi, Mavuso oder Mdvuso; * 1820; † 1868) war zwischen 1840 und 1868 König von Swasiland, dem heutigen Eswatini.
Mswati II. war gleichermaßen der Eponym von weSwantini, was seit 2018 offiziell als Eswatini im Sprachgebrauch übernommen wurde. Er wird von der Anthropologin Hilda Kuper als „der größte der kämpfenden Könige Swasilands“ bezeichnet. Swasiland erreichte unter seiner Regentschaft die größte territoriale Ausdehnung. Er war der Sohn von Sobhuza I. und verheiratet mit Tsandzile Ndwandwe, die nach seinem Tode regierte.